# سيتيه (مترو باريس)
سيتيه (بالفرنسية: Cité)‏ هي محطة مترو تابعة لمترو باريس تقع في فرنسا في الدائرة الرابعة في باريس.[بحاجة لمصدر]

## معرض صور

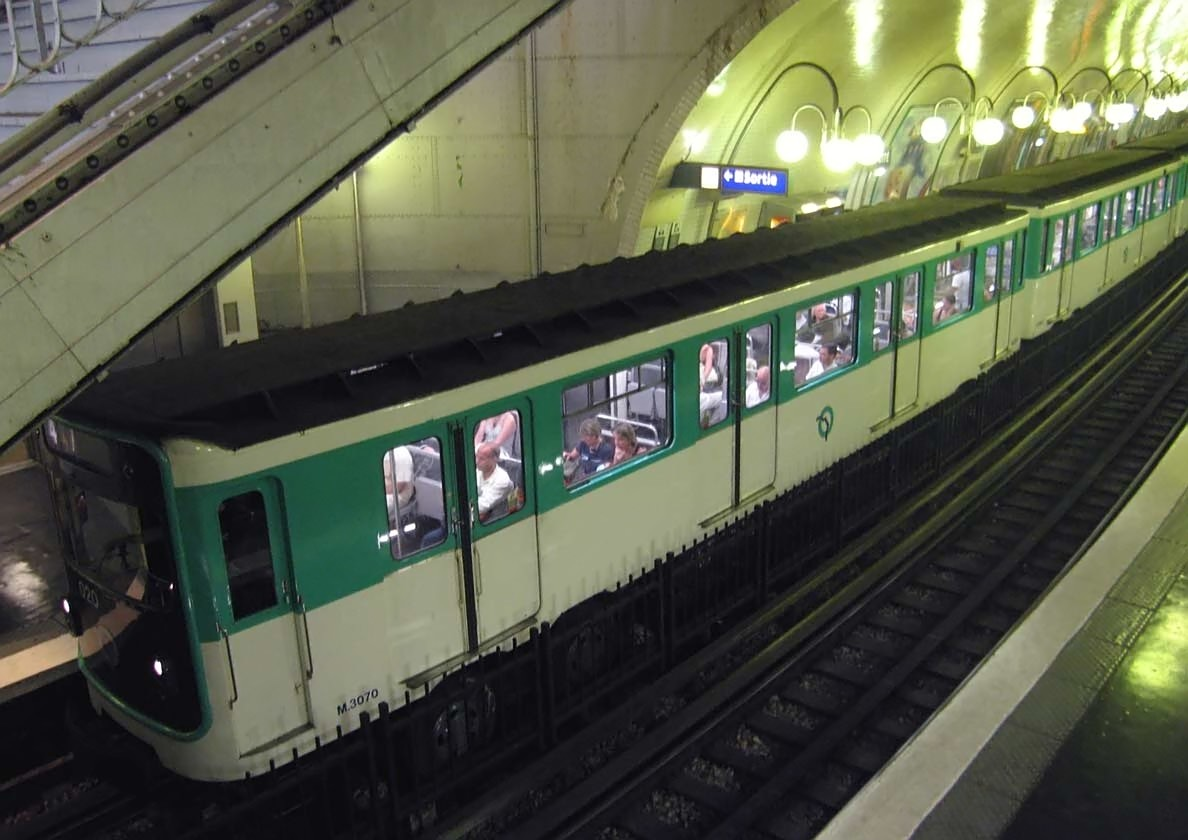
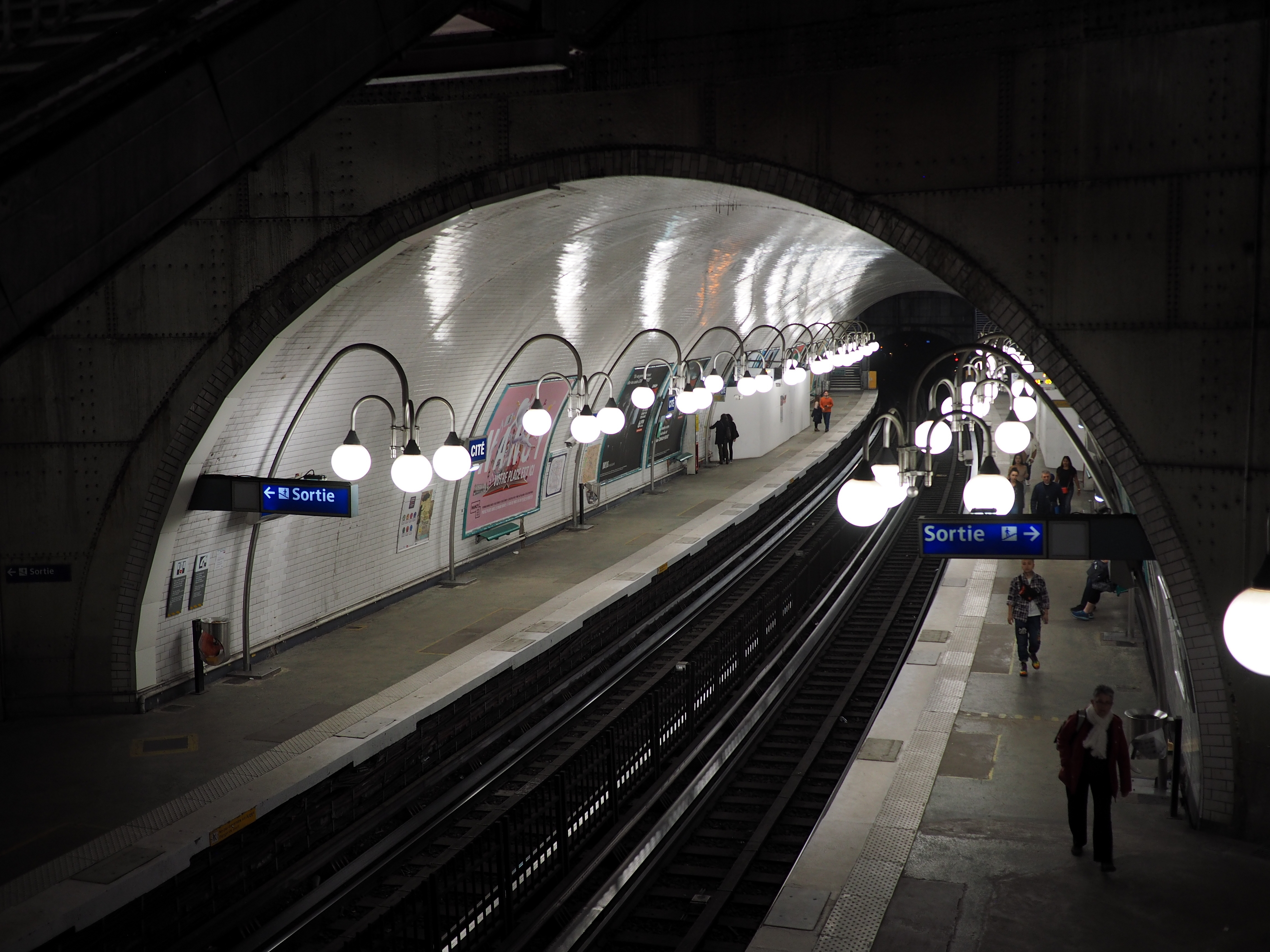
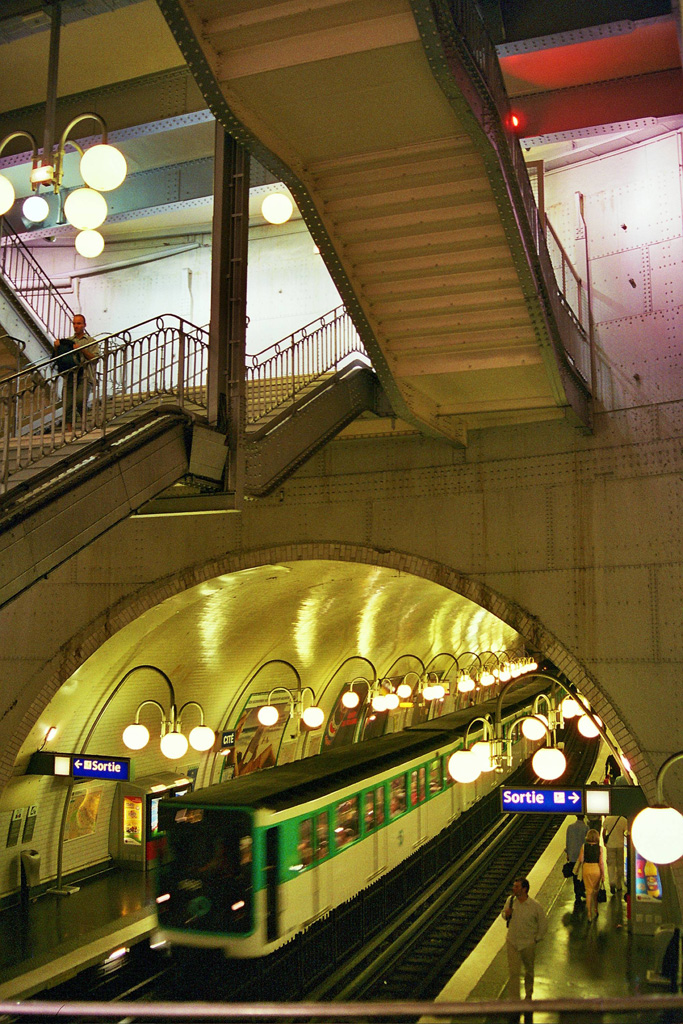